# 加山久夫
加山 久夫（かやま ひさお、1936年9月13日 - ）は、日本の新約聖書学者。明治学院大学名誉教授。

## 経歴
1936年、大阪府大阪市生まれ。1961年大阪基督教学校を卒業。米国アイオワ州のデュビューク神学大学に留学し、1964年に卒業した。1971年にクレアモント大学大学院博士課程修了し、Ph.D.を取得した。
帰国後、明治学院大学一般教育部助教授に就く。後に教授昇進。2007年に明治学院大学を定年退職し、名誉教授となった。その後は賀川豊彦記念松沢資料館館長を務めた。

## 著作
- 『使徒行伝の歴史と文学』（ヨルダン社） 1986
- 『聖書を読む 2 マルコによる福音書』（筑摩書房、こころの本） 1989
- 『ルカの神学と表現』（教文館、聖書の研究シリーズ） 1997

### 共著
- 『新約聖書のこころ 福音書が物語るイエスの生涯』（高柳俊一, 加藤常昭, 石川康輔共著、キリスト新聞社） 2005
- 『賀川豊彦を知っていますか 人と信仰と思想』（阿部志郎, 雨宮栄一, 武田清子, 森田進, 古屋安雄共著、教文館） 2009
- 『今、なにをなすべきか 隅谷三喜男に学ぶ』（姜尚中, 和田春樹共著、隅谷三喜男先生召天10周年記念講演会実行委員会編、新教出版社） 2015

## 翻訳
- 『初期キリスト教の思想的軌跡』（J・M・ロビンソン, H・ケスター、新教出版社、現代神学双書） 1975
- 『様式史とは何か』（エドガー・V・マックナイト、ヨルダン社、聖書学の基礎知識） 1982
- 『古代都市のキリスト教 パウロ伝道圏の社会学的研究』（ウェイン・A・ミークス、監訳、ヨルダン社） 1989
- 『神学と暴力 非暴力的愛の神学をめざして』（小山晃佑、森泉弘次共編訳、教文館） 2009
- 『友愛の政治経済学』（賀川豊彦、石部公男共訳、野尻武敏監修、日本生活協同組合連合会出版部） 2009

## 論文
- ＜加山久夫